# Mark Stein
Earl Mark Sean ("Mark") Stein (Kaapstad, 29 januari 1966) is een Zuid-Afrikaans voormalig betaald voetballer met een Brits paspoort. Stein speelde als aanvaller en maakte tussen 1993 en 1998 naam bij Chelsea in de Premier League. 

## Biografie
Stein werd geboren in Kaapstad, maar groeide op in Londen toen zijn Zuid-Afrikaanse ouders, die streden tegen de Apartheid, in de jaren 70 naar Engeland verhuisden. Hij is een zoon van Isaiah Stein. Zijn twee broers Edwin en Brian werden ook profvoetballer. In 1984 begon Stein zijn carrière als profvoetballer bij toenmalig eersteklasser Luton Town. Vier jaar later, in 1988, won Stein als invaller de League Cup. Favoriet Arsenal, dat onder leiding stond van George Graham, werd door Luton verslagen.
Na een seizoen voor Queens Park Rangers te hebben gespeeld, tekende Stein in 1989 een contract bij Oxford United. Hier was Stein al regelmatig belangrijk, echter zou hij pas echt ontploffen als aanvaller van Stoke City tussen 1991 en 1993. Stein scoorde 50 maal uit 89 competitiewedstrijden voor tweedeklasser Stoke. 
Stein verkaste in 1993 naar Premier League-club Chelsea, destijds nog een middenmoter en geen topclub. Glenn Hoddle betaalde £ 1.500.000 ,- voor hem aan Stoke. Stein verloor met Chelsea de finale van de FA Cup tegen Manchester United, met 4–0 cijfers in 1994. De statistieken van Stein waren evenwel behoorlijk want hij scoorde 21 keer uit 50 competitiewedstrijden. Stein kreeg het op een korte termijn echter lastig om een basisplaats af te dwingen, zeker na de komst van Gianfranco Zola. 
Stein verliet Chelsea in 1998, nadat hij geen plaats meer had op het veld én op de bank. Om hem dat duidelijk te maken, leenden Ruud Gullit en daarna diens opvolger Gianluca Vialli – beide waren speler-manager – hem uit aan achtereenvolgens zijn oude club Stoke City (1996–1997), Ipswich Town (1997) en Bournemouth (1998). 
Bournemouth nam hem uiteindelijk definitief over van Chelsea. Stein beleefde als aanvaller van Bournemouth weer plezier aan zijn spel. Hij scoorde namelijk 26 maal uit 79 wedstrijden. In 2000 verliet hij Bournemouth. Stein keerde terug naar de roots in Luton en speelde 30 wedstrijden (3 goals). Van 2001 tot 2004 was hij nog actief bij de amateurclubs Dag & Red (2001–2003) en Waltham Forest (2004). De toen 38-jarige Stein beëindigde zijn carrière als voetballer bij Waltham Forest.

## Erelijst
| Competitie |            |            |
| Competitie | Aantal     | Jaren      |
| Luton Town | Luton Town | Luton Town |
| ---------- | ---------- | ---------- |
| League Cup | 1×         | 1987/88    |